# Iresine leptoclada
Iresine leptoclada là loài thực vật có hoa thuộc họ Dền. Loài này được (Hook. f.) Henrickson & S.D. Sundb. mô tả khoa học đầu tiên năm 1986.